# پارک ورزشی بلتینچی
پارک ورزشی بلتینچی (به لاتین: Beltinci Sports Park) یک ورزشگاه در اسلوونی است که در Beltinci واقع شده‌است.